# Канкун (аеропорт)
Міжнародний аеропорт Канкун (ісп. Aeropuerto Internacional de Cancún) (IATA: CUN, ICAO: MMUN) знаходиться в Канкуні, Кінтана-Роо, на Карибському узбережжі мексиканського півострова Юкатан. Це третій аеропорт Латинської Америки та другий за завантаженістю аеропорт Мексики після аеропорту Мехіко. У 2021 році аеропорт Канкуна обслужив 22 318 467 пасажирів, що на 82,1 % більше, ніж у 2020 році.
Аеропорт має дві паралельні злітно-посадкові смуги, які можна використовувати одночасно. Офіційно відкритий у 1974 році аеропорт управляється Grupo Aeroportuario del Sureste (ASUR). Є хабом для MAYAir і фокусним містом для VivaAerobus і Volaris; наразі пропонує рейси до понад 20 напрямків у Мексиці та до понад 30 країн Північної, Центральної, Південної Америки та Європи.

## Розширення
Аеропорт розширювався, ставши другим за завантаженістю в країні після аеропорту Мехіко. 2005 року ASUR інвестувала 150 мільйонів доларів США в будівництво Терміналу 3, урочисто відкритого в 2007 році, а в жовтні 2009 року відкрили нову злітно-посадкову смугу та нову диспетчерську вежу. Нова злітно-посадкова смуга завдовжки 2800 метрів і завширшки 45 метрів була побудована на північ від нинішньої; нова диспетчерська вежа є найвищою в Латинській Америці, її висота становить 97 метрів.
Термінал 2 був розширений у 2014 році. Одночасно було здійснено розширення терміналу 3 на 76 000 м2, додавши шість гейтів і комерційні зони, був офіційно відкритий у березні 2016 року. Розширення має сприяти збільшенню річної потужності до 10 мільйонів з існуючих 6 мільйонів. Термінал 4 було відкрито наприкінці жовтня 2017 року.

## Термінали
Аеропорт має чотири термінали, усі з яких зараз використовуються.

### Термінал 1
Термінал 1 має 7 гейтів: від 1 до 7А. Після пошкоджень ураганом «Вілма» його тимчасово закрили на реконструкцію, щоб прийняти чартерні авіалінії, що працюють в аеропорту. У листопаді 2013 року він знову відкрився для чартерних рейсів, а також обслуговує 2 місцеві авіакомпанії: Magnicharters та VivaAerobús.

### Термінал 2
Термінал 2 аеропорту Канкун має 22 гейти: від A1 до A11 (у будівлі-супутнику) і від B12 до B22 (у головній будівлі). Більшість внутрішніх авіаліній вирушають звідси, а також усі міжнародні рейси до Центральної та Південної Америки та кілька далекомагістральних рейсів до Європи. У зоні реєстрації є банк і заклади харчування, а також кілька ресторанів і магазинів у зоні посадки та імміграційні/митні служби. Два лаунжі, MERA Business Lounge і The Lounge від Global Lounge Network, обслуговують внутрішніх і міжнародних мандрівників.

### Термінал 3
Термінал 3 має 21 вихід на посадку: від C4 до C24. Нещодавно його розширили. Більшість перевізників США, а також деякі канадські та європейські перевізники використовують цей термінал. Він пропонує магазини (включаючи duty free), кафе та ресторани, а також містить імміграційні/митні служби. У Терміналі 3 є бізнес-лаунж MERA.

### Термінал 4
Термінал 4 має 12 гейтів і був відкритий у жовтні 2017 року. Це зробило міжнародний аеропорт Канкун першим аеропортом у Мексиці з чотирма терміналами. Він здатний обслуговувати 9 мільйонів пасажирів на рік. До Терміналу 4 літають такі авіакомпанії, як Aeroméxico, Air France, Lufthansa, Air Transat, WestJet, Condor, Southwest Airlines, Air Europa, Frontier Airlines, Sun Country Airlines, JetBlue. Також на території заплановано відкриття готелю та облаштування паркінгу. Термінал 4 обслуговують три лаунжі: MERA Business Lounge (національний), MERA Business Lounge (міжнародний) і The Lounge у партнерстві з Air Transat.

## Авіалінії та напрямки

### Пасажирські
| Авіакомпанія                     | Пункт призначення |
| -------------------------------- | --- |
| Aerolíneas Argentinas            | Буенос Айрес–Есейса |
| Aeromar                          | Варадеро, Вільяермоса, Гавана, Ла-Аурора, Четумаль, Флорес |
| Aeroméxico                       | Мехіко, Мехіко-Феліпе Анхелес Сезонний: Гвадалахара, Сан-Паулу-Гуарульюс |
| Air Canada                       | Ванкувер, Торонто-Пірсон Сезонний: Вінніпег, Едмонтон, Калгарі, Монреаль-Трюдо |
| Air Canada Rouge                 | Квебек, Монреаль-Трюдо Сезонний: Галіфакс, Оттава |
| Air Caraïbes                     | Париж-Орлі |
| Air Europa                       | Мадрид |
| Air France                       | Париж-Шарль де Голль |
| Air Transat                      | Монреаль-Трюдо, Торонто-Пірсон Сезонний: Галіфакс, Гамільтон, Квебек, Лондон (Канада), Монктон, Оттава |
| Alaska Airlines                  | Сезонний: Лос-Анджелес, Портленд (Орегон), Сан-Дієго, Сан-Франциско, Сіетл-Такома |
| American Airlines                | Даллас/Форт-Верт, Лос-Анджелес, Маямі, Нью-Йорк — Джон Кеннеді, Остін-Берстром, Чикаго-О'Гара, Філадельфія, Фінікс — Скай-Гарбор, Шарлотт-Дуглас Сезонний: Бостон, Колумбус, Індіанаполіс, Канзас-Сіті, Ролі-Дарем, Сент-Луїс                                                                                                 |
| Arajet                           | Лас-Амерікас |
| Austrian Airlines                | Сезонний: Відень |
| Avianca                          | Богота, Медельїн-Хосе Марія Кордоба |
| Avianca Costa Rica               | Сан-Хосе (Коста-Рика) |
| Avianca El Salvador              | Сан-Сальвадор |
| Azur Air                         | Сезонний чартер: Москва-Внуково |
| British Airways                  | Лондон-Гатвік |
| Condor                           | Франкфурт |
| Conviasa                         | Каракас |
| Copa Airlines                    | Панама-Токумен |
| Delta Air Lines                  | Атланта, Бостон, Детройт, Лос-Анджелес, Міннеаполіс, Нью-Йорк — Джон Кеннеді, Солт-Лейк-Сіті, Сіетл-Такома |
| Edelweiss Air                    | Цюрих |
| Eurowings Discover               | Сезонний: Мюнхен, Франкфурт |
| Flair Airlines                   | Кітченер-Ватерлоо, Торонто-Пірсон Сезонний: Оттава |
| Frontier Airlines                | Атланта, Балтимор, Денвер, Клівленд, Орландо, Сент-ЛуїсЧикаго-О'Гара, Філадельфія, Цинциннаті Сезонний: Г'юстон-Джордж Буш, Індіанаполіс, Канзас-Сіті, Тампа |
| Gol Transportes Aéreos           | Бразиліа |
| Iberojet                         | Мадрид Сезонний: Барселона, Лісабон |
| JetBlue                          | Бостон, Лос-Анджелес, Ньюарк-Ліберті, Нью-Йорк — Джон Кеннеді, Орландо, Ролі-Дарем, Тампа, Форт-Лодердейл-Голлівуд Сезонний: Бредлі, Лас-Вегас-Гаррі Рід, Сан-Франциско |
| KLM                              | Сезонний: Амстердам |
| LATAM Brasil                     | Сан-Паулу-Гуарульюс |
| LATAM Chile                      | Сантьяго-Артуро Меріно Бенітес |
| LATAM Perú                       | Ліма |
| LOT Polish Airlines              | Чартер: Катовиці, Познань Сезонний чартер: Варшава-Шопен |
| Lufthansa                        | Франкфурт |
| Magnicharters                    | Гвадалахара, Гуанахуато, Мехіко, Монтеррей Сезонний чартер: Агуаскальєнтес, Мерида, Нуево-Ларедо, Пуебла, Керетаро, Сан-Луїс-Потосі, Чіуауа |
| MAYAir                           | Косумель, Мерида, Четумаль |
| Neos                             | Верона, Мілан-Мальпенса, Рим-Ф'юмічіно |
| Nordwind Airlines                | Чартер: Москва-Шереметьєво |
| Sky Airline Peru                 | Ліма |
| Southwest Airlines               | Балтимор, Г'юстон-Вілльям Гоббі, Денвер, Індіанаполіс, Канзас-Сіті, Новий Орлеан, Сент-Луїс, Фінікс — Скай-Гарбор, Форт-Лодердейл-Голлівуд, Чикаго-Мідвей, Чикаго-О'Гара, Сезонний: Колумбус, Мілвокі, Нашвілл, Остін-Берстром, Піттсбург, Сан-Антоніо                                                                        |
| Spirit Airlines                  | Балтимор, Г'юстон-Джордж Буш, Даллас/Форт-Верт, Детройт, Клівленд, Мілвокі, Нашвілл, Новий Орлеан, Орландо, Остін-Берстром, Піттсбург, Сент-Луїс, Філадельфія, Форт-Лодердейл-Голлівуд, Чикаго-О'Гара Сезонний: Атлантік-Сіті                                                                                                 |
| Sun Country Airlines             | Міннеаполіс Сезонний: Гарлінген, Г'юстон-Джордж Буш, Даллас/Форт-Верт, Мілвокі, Остін-Берстром, Сан-Антоніо |
| Sunwing Airlines                 | Монреаль-Трюдо, Торонто-Пірсон Сезонний: Галіфакс, Гамільтон (Канада), Ванкевер, Вінніпег, Едмонтон, Калгарі, Кітченер-Ватерлоо, Лондон (Канада), Монктон, Квебек, Оттава, Реджайна, Саскатун, Сент-Джонс, Фредериктон |
| Swoop                            | Сезонний: Вінніпег, Едмонтон, Гамільтон (Канада), Торонто-Пірсон |
| TAP Air Portugal                 | Лісабон |
| Transportes Aereos Guatemaltecos | Ла-Аурора, Флорес |
| Tropic Air                       | Беліз |
| TUI Airways                      | Бірмінгем, Лондон-Гатвік, Манчестер Сезонний: Бристоль, Единбург, Глазго, Ньюкасл Сезонний чартер: Гетеборг, Гельсінкі, Копенгаген, Стокгольм-Арланда, Осло-Гардермуен |
| TUI fly Belgium                  | Брюссель1 |
| TUI fly Netherlands              | Амстердам |
| Turkish Airlines                 | Стамбул2 |
| United Airlines                  | Вашингтон-Даллес, Г'юстон-Джордж Буш, Денвер, Клівленд, Лос-Анджелес, Ньюарк-Ліберті, Сан-Франциско, Чикаго-О'Гара |
| VivaAerobús                      | Акапулько, Богота, Веракрус, Вільяермоса, Гавана, Гвадалахара, Гуанахуато, Ермосійо, Камагуей, Кульякан, Ольгін, Мехіко, Мехіко-Феліпе Анхелес, Монтеррей, Пуебла, Керетаро, Рейноса, Санта-Клара, Сантьяго-де-Куба, Сьюдад-Хуарес, Тампіко, Тіхуана, Толука, Торреон, Тустла-Гутьєррес, Чіуауа Сезонний: Нашвілл, Цинциннаті |
| Viva Air Colombia                | Медельїн-Хосе Марія Кордоба Сезонний: Калі |
| Volaris                          | Агуаскальєнтес, Богота, Сьюдад-Хуарес, Кульякан, Гвадалахара, Ла-Аурора, Гуанахуато, Ліма, Мехікалі, Мехіко, Мехіко-Феліпе Анхелес, Монтеррей, Морелія, Оахако, Пуебла, Керетаро, Сан-Хосе (Коста-Рика), Сан-Луїс-Потосі, Тіхуана, Толука, Тустла-Гутьєррес, Чіуауа Сезонний чартер: Атланта, Канзас-Сіті, Мемфіс, Цинциннаті |
| Volaris Costa Rica               | Сан-Хосе (Коста-Рика) |
| Volaris El Salvador              | Сан-Сальвадор |
| Wamos Air                        | Мадрид |
| WestJet                          | Ванкувер, Калгарі, Торонто-Пірсон Сезонний: Вікторія (Канада), Вінніпег, Галіфакс, Едмонтон, Келовна, Оттава, Реджайна, Саскатун |
| Wingo                            | Богота, Калі, Медельїн-Хосе Марія Кордоба |
| World2Fly                        | Мадрид Чартер: Лісабон |

Примітки
↑ Рейс TUI fly Belgium з Брюсселя до Канкуна робить зупинку в Гавані; однак авіакомпанія не має прав на перевезення з Гавани до Канкуна.
↑ Рейс Turkish Airlines зі Стамбула в Канкун робить зупинку в Мехіко; однак авіакомпанія не має прав на внутрішнє сполучення з Мехіко до Канкуна.

### Вантажні

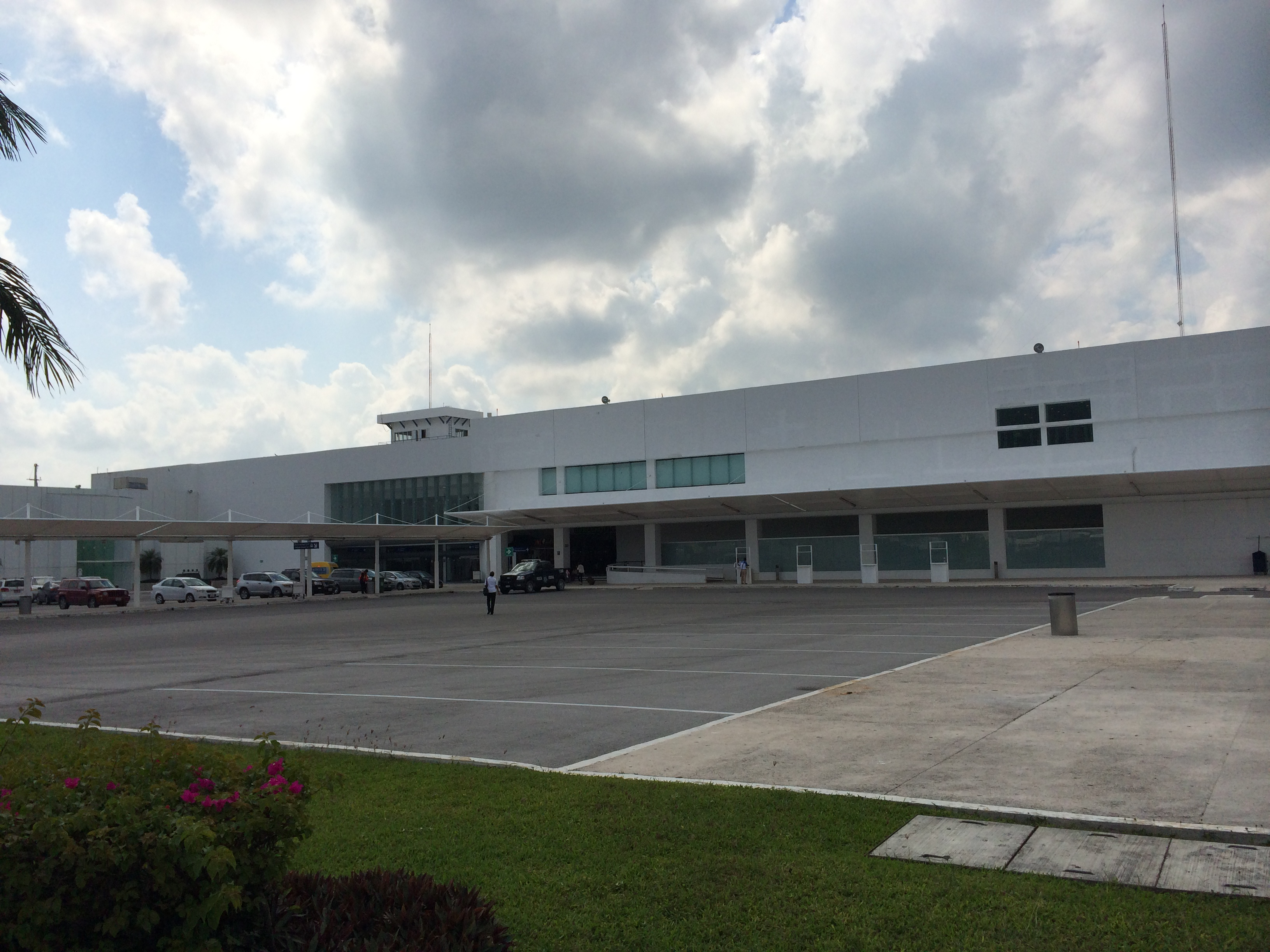
Термінал 1.

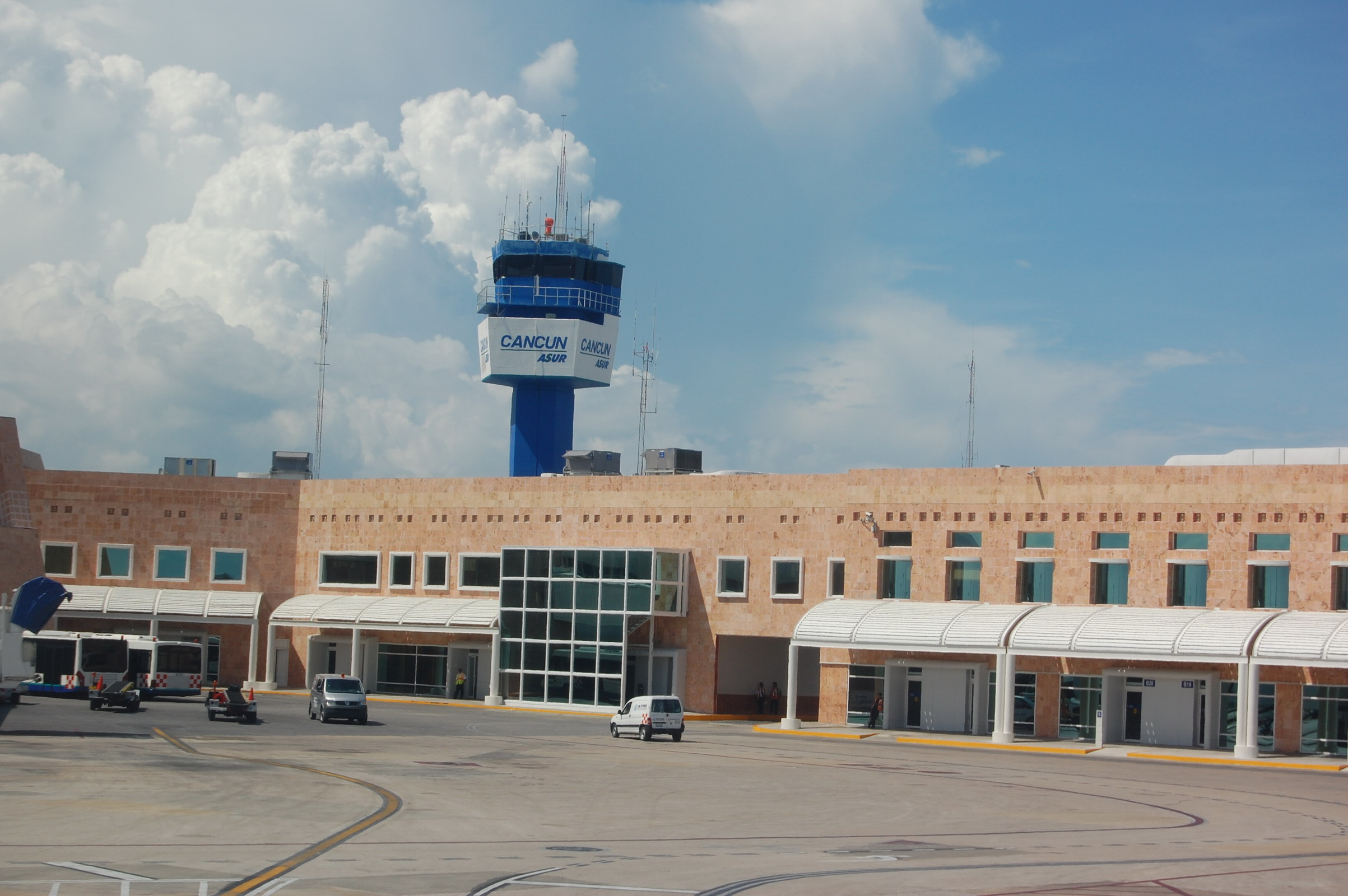
Термінал 2 зони після вильоту.

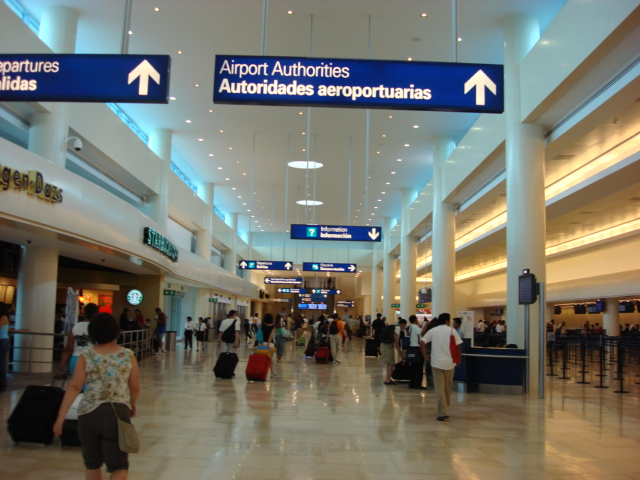
Інтер'єр терміналу 3.

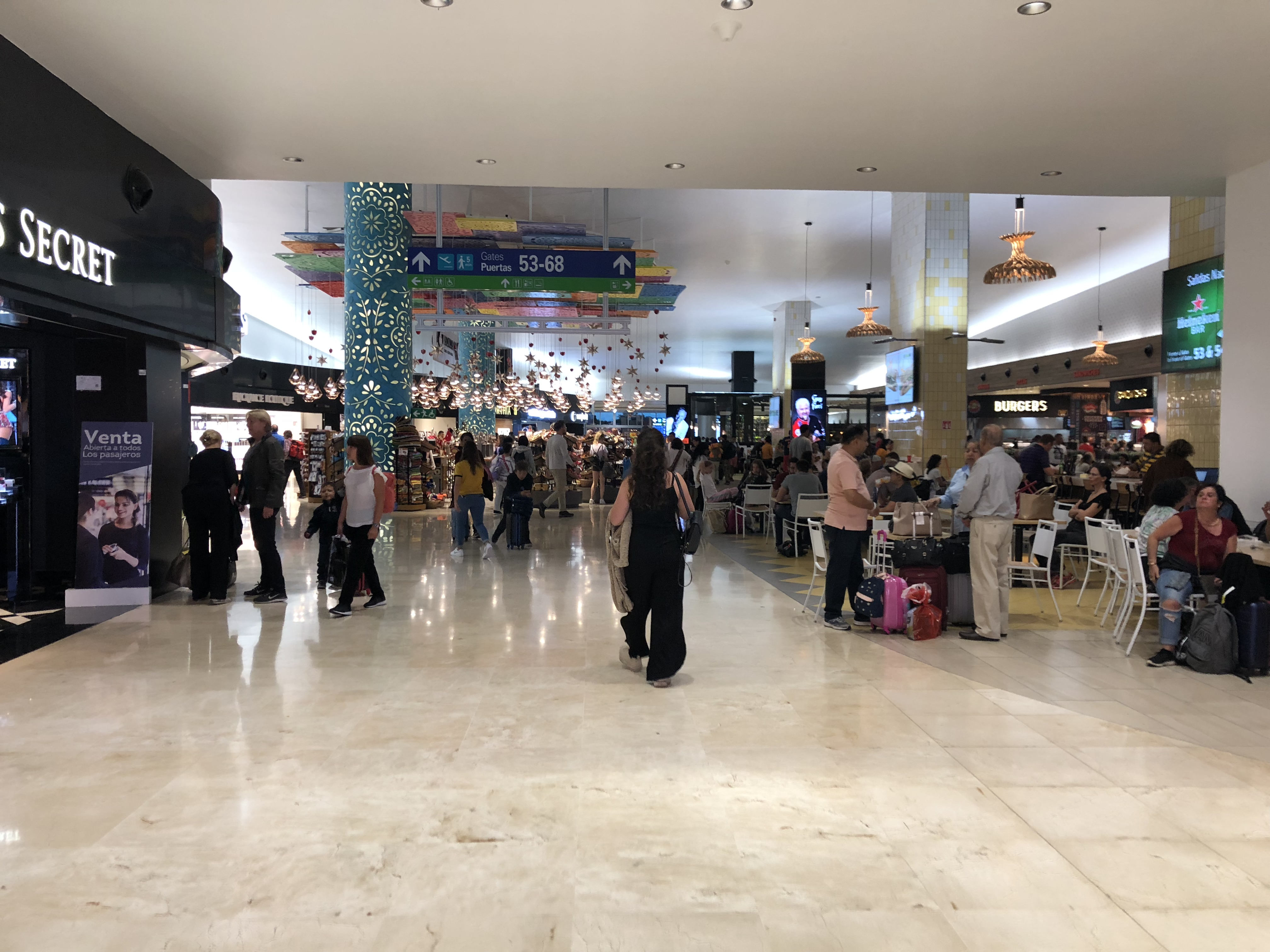
Термінал 4 міжнародного аеропорту Канкун.

| Авіакомпанія           | Пункт призначення                        |
| ---------------------- | ---------------------------------------- |
| Amerijet International | Беліз, Сьюдад-дель-Кармен, Маямі, Мерида |
| Estafeta Carga Aérea   | Маямі, Мерида                            |
| FedEx Express          | Маямі, Мерида                            |

## Статистика трафіку

### Пасажири
Див. джерело запитів Вікіданих та джерела.